# Karel Dragotin Rudež
Karel Dragotin Rudež (2. července 1833 Ribnica – 21. ledna 1885 Hrastje) byl rakouský politik slovinské národnosti, v 2. polovině 19. století poslanec Říšské rady.

## Biografie
Obecnou školu a nižší gymnázium studoval privátně, v letech 1849–1851 navštěvoval gymnázium v Lublani, pak zemědělskou školu v uherském Mosonmagyaróváru, kterou dokončil roku 1855. Od roku 1865 spravoval rodinné panství Gracarjev turn.
V červnu 1870 a znovu v prosinci 1871 byl zvolen na Kraňský zemský sněm, kde zasedal do roku 1877 a reprezentoval kurii měst, obvod Novo mesto, Visnja gora, Črnomelj, Metlika, Brežice a Krško . Opětovně na zemském sněmu působil od roku 1883 až do své smrti roku 1885, nyní za kurii venkovských obcí, obvod Kočevje, Ribnica, Velike Lašče. Zemský sněm ho v prosinci 1871 delegoval i do Říšské rady (celostátní parlament, volený nepřímo zemskými sněmy). Složil slib 13. ledna 1872. V Říšské radě nebyl příliš aktivní, protože nepatřil ke zkušeným řečníkům. V přímých volbách do Říšské rady roku 1873 nekandidoval. Politicky byl orientován jako umírněný měšťan. Podporoval slovinské národní spolky a instituce. V roce 1875 sepsal veřejný protest proti údajné provládní manipulaci s volbami v kurii obchodních a živnostenských komor.